# (9632) Sudo
(9632) Sudo (1993 TK3) – planetoida z pasa głównego asteroid okrążająca Słońce w ciągu 5,19 lat w średniej odległości 3 j.a. Odkryta 15 października 1993 roku.